# Kabinová lanová dráha Garajau
Kabinová lanová dráha v obci Garajau na východním okraji Funchalu byla postavena v roce 2006 jako turistická atrakce. Nedaleko od horní stanice lanovky je známá socha Krista krále, podle níž byly postaveny podobné sochy v Rio de Janeiro a v Lisabonu. Vedle lanovky jsou ve svahu serpentiny, asi do poloviny svahu je po nich možné sjíždět automobilem, dále až dolů pokračuje chodník. Lanovka je výrobkem firmy Doppelmayr, kabiny vyrobila firma CWA.
Technické parametry lanovky:
- Typ: Doppelmayr 8-PB

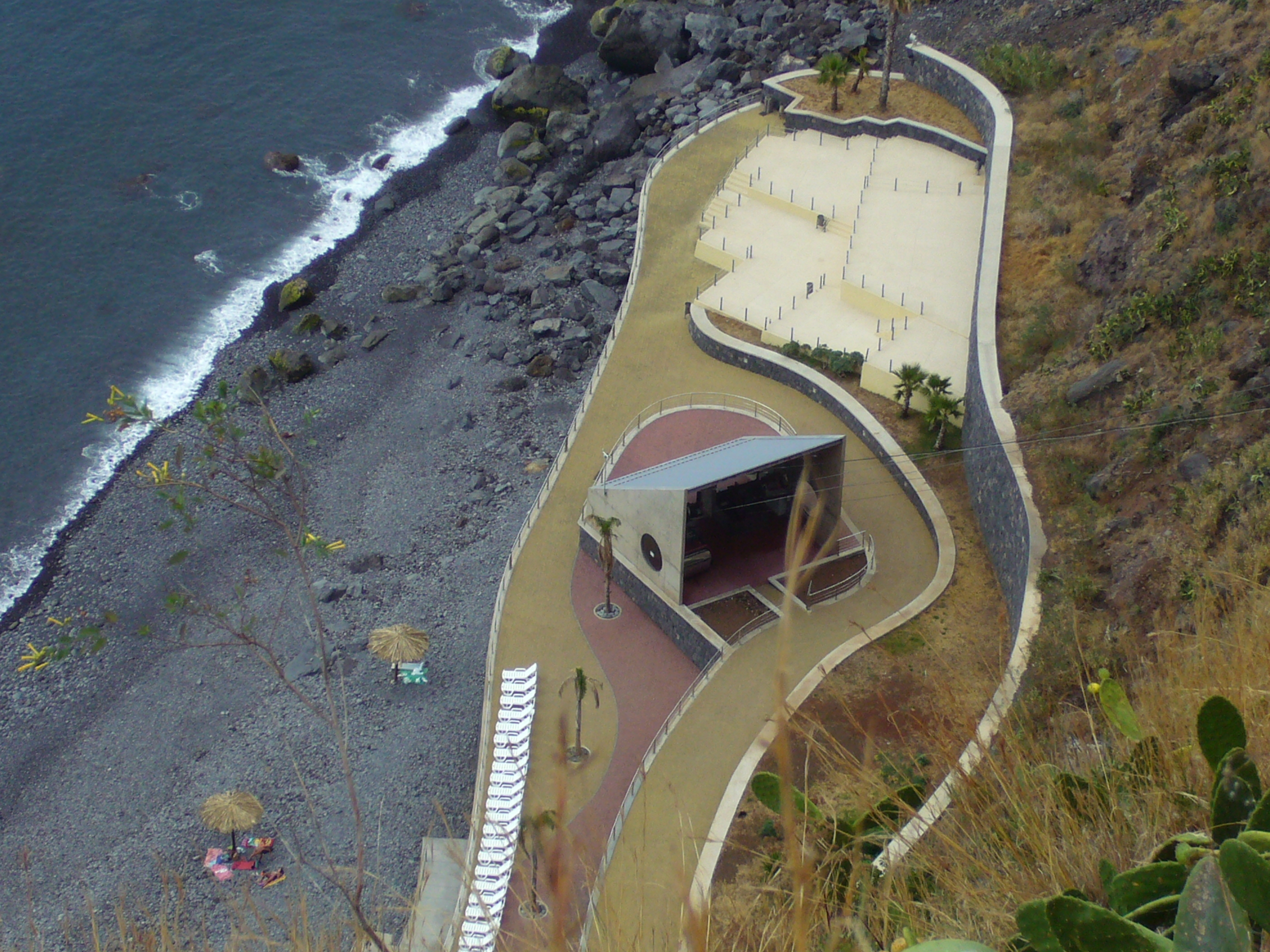
Dolní stanice lanovky na pobřeží.

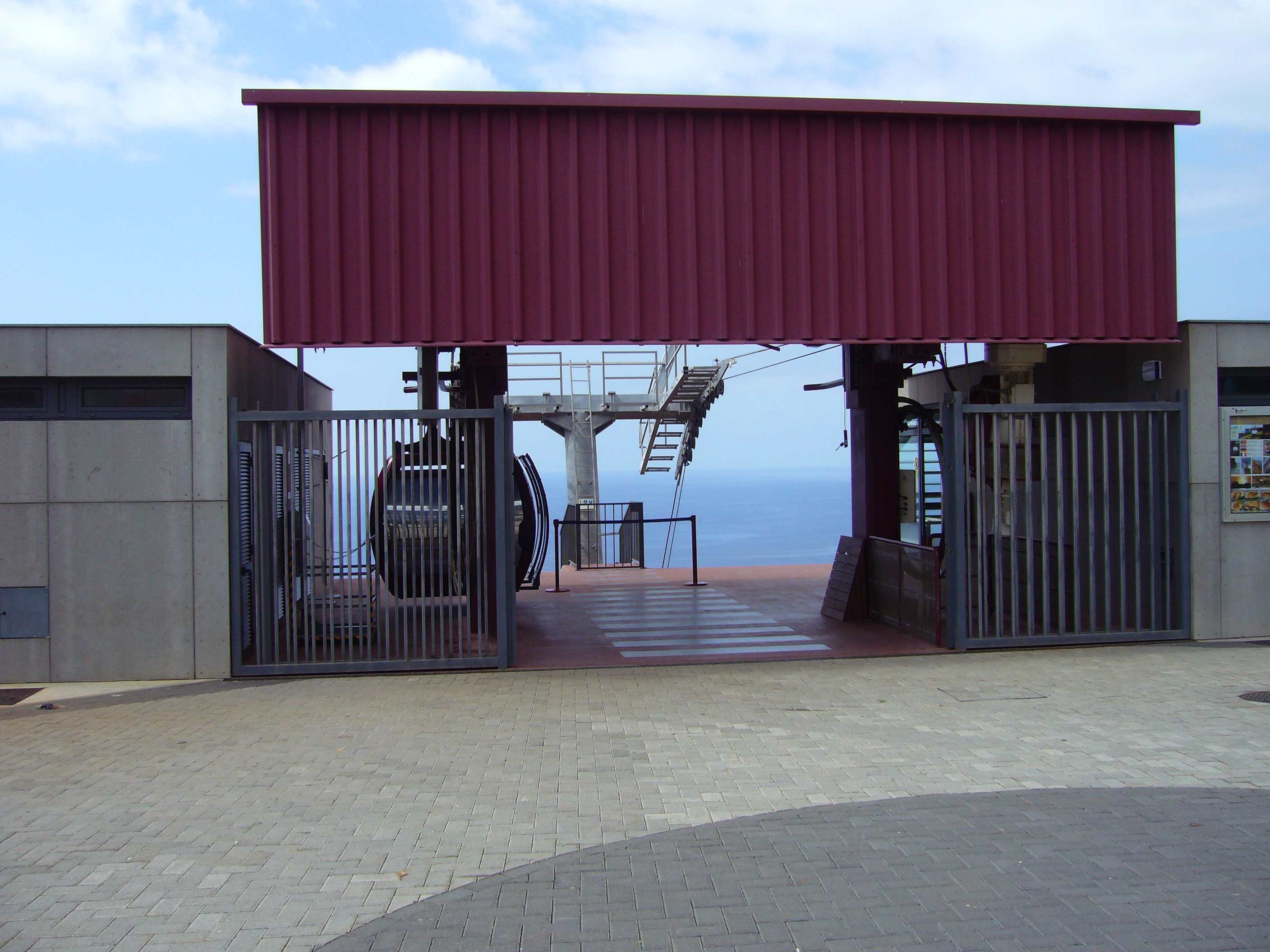
Horní stanice lanovky.

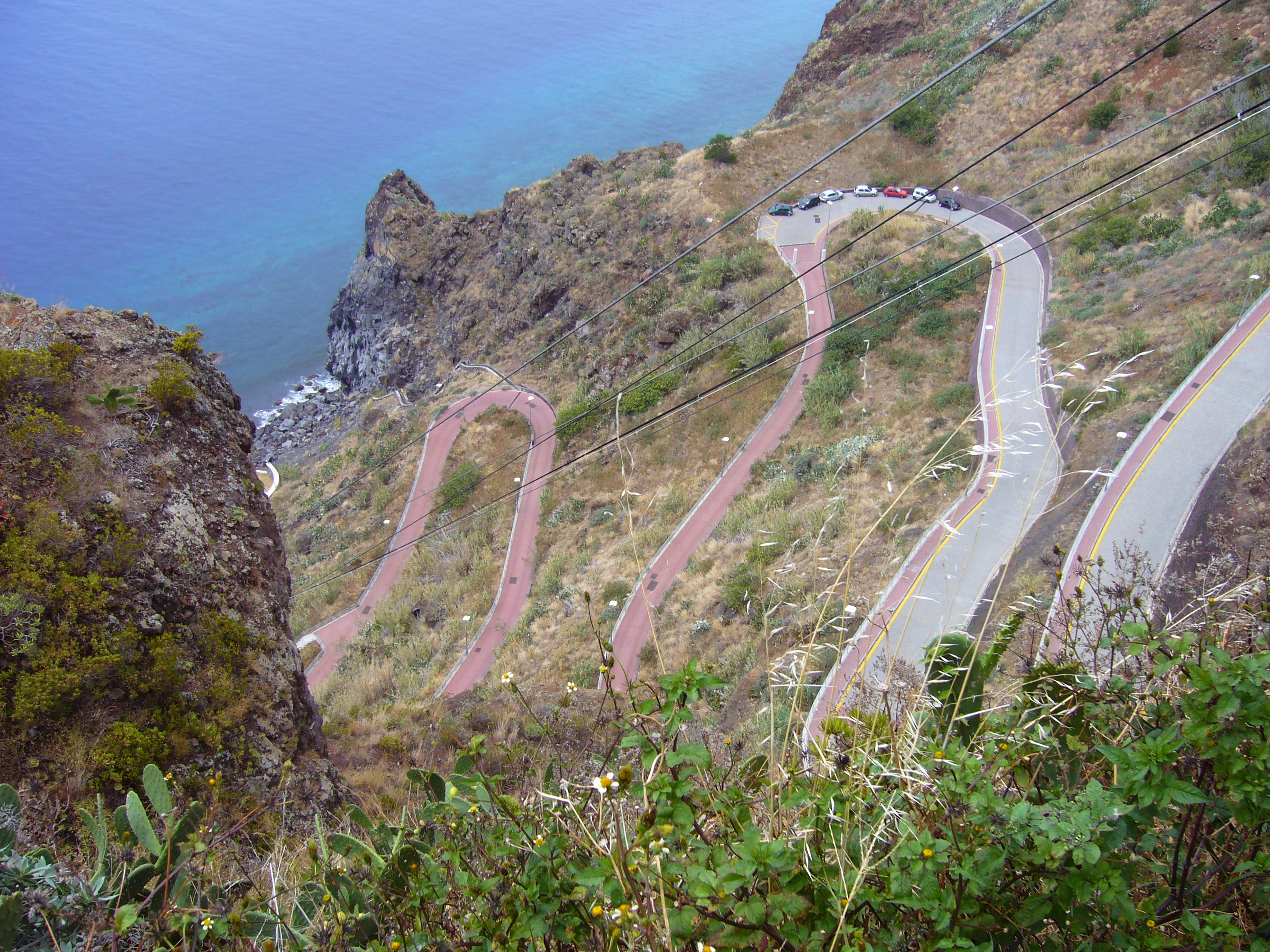
Serpentiny kolem lanovky.

- Nadmořská výška dolní stanice: 4 m

- Nadmořská výška horní stanice: 157 m

- Šikmá délka: 250 m

- Počet podpěr: 1

- Poháněcí i napínací stanice: horní

- Průměr nosného lana: 28 mm

- Průměr tažného lana: 16 mm

- Výkon pohonu: 45 kW

- Počet kabin: 2

- Kapacita jedné kabiny: 8 osob

- Max. přepravní kapacita: 225 osob za hodinu

- Dopravní rychlost kabiny: 4 m/s

- Přeprava nahoru i dolů: 100 %